# Atraphaxis canescens
Atraphaxis canescens är en slideväxtart som beskrevs av Aleksandr Andrejevitj Bunge. Atraphaxis canescens ingår i släktet Atraphaxis och familjen slideväxter. Inga underarter finns listade i Catalogue of Life.